# Kanefer (chaty de Keops)

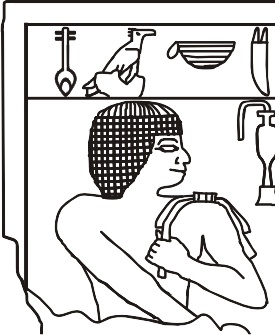
Jeroglífico de Kanefer

Kanefer fue un príncipe de la cuarta dinastía del Antiguo Egipto, y fue chaty durante el reinado de Jufu (Keops). Es considerado por algunos egiptólogos, como Rainer Stadelmann, como hijo del faraón Seneferu, aunque otros, como Wolfgang Helck, lo creen posterior, de finales de la dinastía. Tenía varios títulos importantes, como chaty o hijo mayor del rey, Vidente principal del templo de Ra en Heliópolis o General del ejército. Rainer Stadelmann cree que fue el constructor de la pirámide Roja.

## Familia
Era hijo de Seneferu, pero se desconoce el nombre de su madre, posiblemente una esposa secundaria. Sus hermanos eran Nefermaat, Nefertkau I y Anjaf. Ejerció como chaty de su padre a la muerte de Nefermaat, y lo fue luego con su medio hermano Jufu, hijo de Heteferes.

## Tumba
Kanefer tiene una tumba en Dahshur, la mastaba DAM 15. Aunque arquitectónicamente es de principios de la cuarta dinastía, y por lo tanto puede coincidir con el reinado de Seneferu, hay algunos puntos dudosos: Wolfgang Helck encontró inscripciones de finales de la dinastía, y la ubicación de la tumba, en un uadi a 1,2 km al este de la Pirámide Roja, está demasiado lejos para ser la de un familiar y además chaty. 
La mastaba fue descubierta por J. de Morgan, mide aproximadamente 40 x 22 metros, está construida con adobes y es una de las más grandes del uadi; está siendo estudiada actualmente por un equipo de la Free University of Berlin. Tenía una puerta falsa con el título de Hijo de Seneferu, actualmente en dos piezas, dedicada por su hijo Kawab y una mesa de ofrendas, dedicada por otro hijo, llamado también Kanefer.

## Testimonios de su época
- Una escultura funeraria en piedra caliza, que le representa con su esposa e hijo. Actualmente se encuentra en una colección privada estadounidense.
- La puerta falsa de su tumba, conservada en dos piezas: en el British Museum (BM 1324) y en el Louvre (E 11 286).
- Mesa de ofrendas, en el British Museum (BM 1345).